# Ревеник
Ревеник је насељено мјесто у Босни и Херцеговини, у општини Босански Петровац, које административно припада Федерацији Босне и Херцеговине. Према прелиминарним подацима пописа становништва 2013. године, у насељу је живјело 59 становника.

## Становништво
| Националност       | 1991. | 1981. | 1971. |
| Срби               | 140   | 115   | 155   |
| Југословени        | 5     | 26    |       |
| остали и непознато | 1     |       |       |
| Укупно             | 145   | 142   | 155   |

| Демографија | Демографија | Демографија |
| Година      | Становника  | Становника  |
| ----------- | ----------- | ----------- |
| 1961.       | 196         |             |
| 1971.       | 155         |             |
| 1981.       | 142         |             |
| 1991.       | 145         |             |
| 2013.       | 59          |             |

## Знамените личности
- Јован Бијелић, српски сликар.
- Милан Крајиновић, српски агроном, доктор пољопривредних наука, универзитетски професор и стручњак за сточарство
- Мићо Ракић, амбасадор СФРЈ, друштвено-политички радник, мајор ЈНА, учесник НОБ и носилац Партизанске споменице.
- Радмила Смиљанић, српска глумица, одрасла у Петровцу, родитељи из Ревеника.